# カリアスの和約
カリアスの和約（カリアスのわやく、希：Ειρήνη του Καλλία、英：Peace of Callias）は、紀元前449年にデロス同盟とアケメネス朝ペルシアとの間でペルシア戦争終結を目的として批准された条約である。しかし、後述するように史実性に疑義が呈されてもいる。

## 概要
紀元前480年のペルシア王クセルクセス1世によるギリシア侵攻の失敗の後、アテナイ率いるデロス同盟は紀元前450年にキュプロス遠征を行い、そこでの優勢を受け当時のペルシア王アルタクセルクセス1世はデロス同盟との講和を決定したため和平が成りデロス同盟の遠征軍はキュプロスから撤退、和約は交渉に当ったアテナイの全権大使カリアスの名を取ってカリアスの和約と呼ばれた、とディオドロスは述べている。
ディオドロスはこの和平の条件を次のように伝えている。
ディオドロスの伝えるところによれば、この条約によってアテナイはエーゲ海からペルシアを締め出し、小アジアのギリシア人ポリスの自治をもぎ取った代わりに、キュプロス、エジプト（その時ペルシアに反乱を起こしていた）への不干渉を認めた。

## カリアスの和約は実在したのか
カリアスの和約についての記述は前述のディオドロス、紀元前4世紀の弁論家のデモステネス、プルタルコスなどに見られる。しかし、歴史家のテオポンポスが条約の存在を否定し、トゥキュディデスも第二次ペルシア戦争後からペロポネソス戦争までの記録で条約について全く言及しておらず、ペロポネソス戦争時及びその後にペルシア帝国とアテナイ、ペルシア帝国とスパルタの間で結ばれた条約には「カリアスの和約」を踏まえた条件が何一つ存在しないため実在を疑う研究者が絶えない。